# الجامعة التونسية لكرة اليد
الجامعة التونسية لكرة اليد (بالفرنسية: Fédération tunisienne de handball)‏ اختصارًا: (بالفرنسية: FTHB)‏، هي الهيئة المسؤولة عن رياضة كرة اليد وكرة اليد الشاطئية في تونس. تأسست عام 1953 تحت اسم الرابطة التونسية لكرة اليد، وانطلقت في 19 نوفمبر 1953 أول بطولة وطنية بمشاركة 6 نوادي. في جويلية 1957، تغير اسمها ليصبح الجامعة التونسية لكرة اليد. انضمت إلى الاتحاد الدولي لكرة اليد عام 1962، وإلى الاتحاد الإفريقي لكرة اليد عند تأسيسه عام 1974، وإلى الاتحاد العربي لكرة اليد عند تأسيسه عام 1975، وإلى الاتحاد المتوسطي لكرة اليد عند تأسيسه عام 2003.

## الدور
تتولى الجامعة التونسية لكرة اليد المهام التالية:
- ضمان تعليم ممارسة رياضة كرة اليد ونشرها وتعميمها وتطويرها المستمر، في إطار السياسة الرياضية التي تحددها وزارة الشباب والرياضة.
- تنظيم المسابقات أو أي شكل آخر من أشكال الأنشطة الرياضية المتعلقة بكرة اليد لصالح الاتحادات المنتسبة إليها.
- تنظيم المسابقات الوطنية والدولية والحفاظ على جميع العلاقات مع مختلف الاتحادات الأجنبية والمنظمات المتخصصة.

## المكتب الجامعي
يتكون المكتب الجامعي للفترة النيابية 2022 - 2024 من القائمة التالية:
- كريم الهلالي: رئيس الجامعة ورئيس لجنة المنتخبات الوطنية للذكور والإناث
- أحمد الجمل: نائب الرئيس ورئيس اللجنة الرياضية
- ليلى الزراع: نائبة الرئيس ورئيسة لجنة دعم الموارد المالية والاستشهار
- نجيب الشعبوني: نائب الرئيس ورئيس لجنة التنسيق بين الرابطات
- عبد الحميد الكيلاني: الكاتب العام
- أيمن الشايب: المدير المالي
- وليد العوجي: المدير الإداري
- ياسين عرفة: المدير الفني الوطني
- حمادي الكروالي: أمين المال
- زياد النطاط: مسؤول أول على منتخب الأكابر
- عدنان العويان: رئيس لجنة النزاعات الرياضية
- سامي حمرون: رئيس لجنة التأديب،
- محمد القنت: رئيس لجنة التأهيل والإجازات
- حلمي الحامدي: رئيس لجنة تنظيم التظاهرات
- هالة الشمساوي: رئيسة لجنة تطوير كرة اليد النسائية
- هيثم السويسي: نائب رئيس لجنة دعم الموارد المالية والاستشهار ومسؤول على مراكز تكوين الشبان

كما يتكون مكتب الرابطة الوطنية لكرة اليد من القائمة التالية:
- بهاء الدين البكاري: رئيس الرابطة
- مصطفى تقية: نائب أول للرئيس
- أيمن القابسي: نائب ثاني للرئيس
- معز عمار: نائب ثالث للرئيس
- فوزي التبرسقي: عضو
- محمد رضا التركي: عضو
- نجيب العواضي: عضو
- سهيل جغام: عضو
- فاضل الشاهد: عضو
- محمد الأسود: عضو
- عماد قراع: عضو
- علي شعبان: عضو

## الرؤساء
| الفترة    | الرئيس            |
| --------- | ----------------- |
| 1956–1963 | جلال آغا          |
| 1963–1965 | نور الدين قديدي   |
| 1965–1966 | عبد الحميد بلامين |
| 1966–1974 | سليم بن غاشم      |
| 1974–1980 | عبد الحميد مليح   |
| 1980–1982 | علي التومي        |
| 1982–1986 | عبد الرزاق نقاش   |
| 1986–1988 | بشير بن عيسى      |
| 1988–1992 | مولدي العياري     |
| 1992–1994 | عفيف الكيلاني     |

| الفترة    | الرئيس        |
| --------- | ------------- |
| 1994–1998 | رفيق خواجة    |
| 1998–2002 | يوسف القرطبي  |
| 2002–2004 | رفيق خواجة    |
| 2004–2006 | يوسف القرطبي  |
| 2006–2008 | ياسين بوذينة  |
| 2008–2012 | مهدي خواجة    |
| 2012–2014 | كريم الهلالي  |
| 2014–2021 | مراد المستيري |
| 2022–2022 | يوسف القرطبي  |
| 2022–     | كريم الهلالي  |

## البطولات المنظمة

### بطولات الرجال
- الدوري التونسي لكرة اليد للرجال.
- الدوري التونسي لكرة اليد للرجال الدرجة الثانية.
- كأس تونس لكرة اليد للرجال.
- كأس السوبر التونسي لكرة اليد للرجال.
- كأس الجامعة التونسية لكرة اليد للرجال.

### بطولات السيدات
- الدوري التونسي لكرة اليد للسيدات.
- الدوري التونسي لكرة اليد للسيدات الدرجة الثانية.
- كأس تونس لكرة اليد للسيدات.
- كأس السوبر التونسي لكرة اليد للسيدات.
- كأس الجامعة التونسية لكرة اليد للسيدات.

## المنتخبات

### منتخبات الرجال
- منتخب تونس لكرة اليد.
- منتخب تونس لكرة اليد للناشئين.
- منتخب تونس لكرة اليد للشباب.
- منتخب تونس لكرة اليد الشاطئية.

### منتخبات السيدات
- منتخب تونس لكرة اليد للسيدات.
- منتخب تونس لكرة اليد للناشئات.
- منتخب تونس لكرة اليد للشابات.
- منتخب تونس لكرة اليد الشاطئية للسيدات.

## مواضيع ذات علاقة
- كرة اليد في تونس.

## وصلات خارجية
- (بالفرنسية) الموقع الرسمي للجامعة التونسية لكرة اليد.